# سیاهرگ طحالی
سیاهرگ طحالی (به انگلیسی: Splenic vein) که خون طحال و بخشهایی از فوندوس معده را جمع آوری و با سیاهرگ روده‌بندی بالایی یکی شده ورید باب را می‌سازد.

## نگارخانه

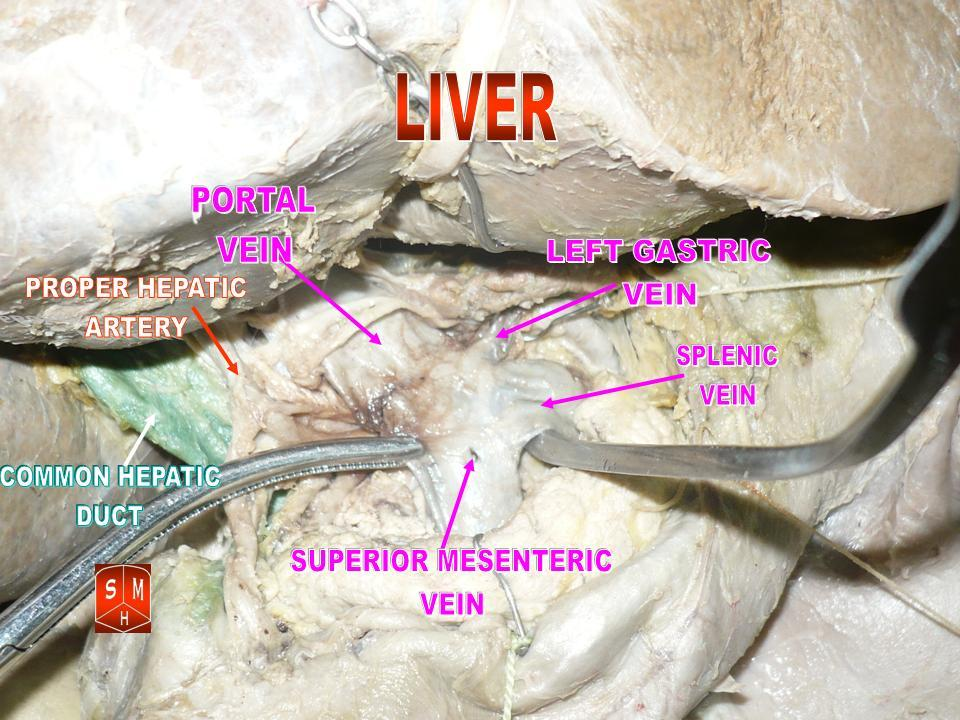
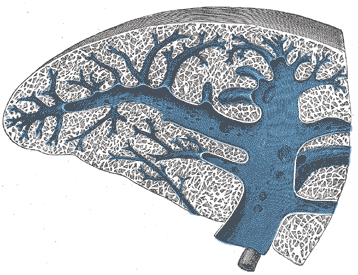
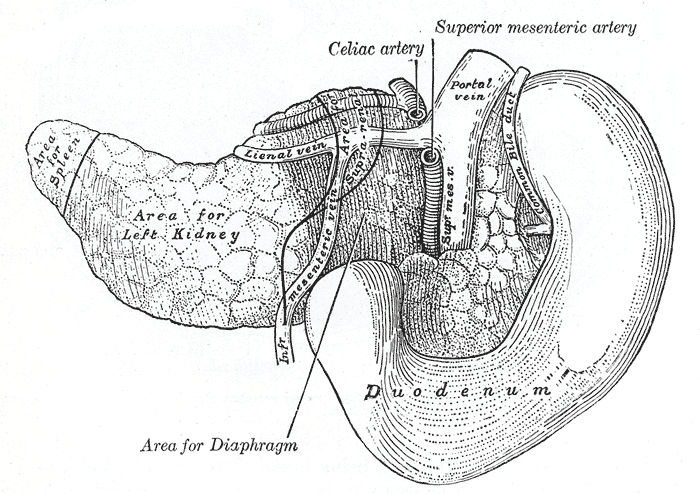